# Dimitris Drutsas
Dimitris Drutsas, gr. Δημήτρης Δρούτσας (ur. 5 sierpnia 1968 w Nikozji) – grecki polityk, minister spraw zagranicznych od 9 września 2010 do 17 czerwca 2011, eurodeputowany VII kadencji.

## Życiorys
Dimitris Drutsas urodził się w 1968 w Nikozji na Cyprze. W 1994, po ukończeniu prawa na Uniwersytecie Wiedeńskim, rozpoczął karierę naukową jako profesor prawa europejskiego w Centrum Badań Spraw Europejskich na Uniwersytecie Ekonomicznym w Wiedniu. Jednocześnie w latach 1998–1999 pełnił funkcję doradcy prawnego austriackiego ministra spraw zagranicznych Wolfganga Schüssela.
W 1999 powrócił do Grecji jako specjalny doradca ministra spraw zagranicznych Jeoriosa Andreasa Papandreu. Doradzał w kwestiach związanych z Cyprem, akcesją Cypru do UE, stosunkami grecko-tureckimi oraz w sprawach polityki UE. W marcu 2004 został mianowany dyrektorem gabinetu politycznego Jeoriosa Andreasa Papandreu, przewodniczącego PASOK. W marcu został rzecznikiem prasowym PASOK ds. międzynarodowych. W maju 2008 objął funkcję sekretarza PASOK ds. polityki zagranicznej i stosunków międzynarodowych.
7 października 2009 objął stanowisko zastępcy ministra spraw zagranicznych w rządzie premiera Jeoriosa Andreasa Papandreu, który jednocześnie stanął na czele resortu spraw zagranicznych. Po rezygnacji przez premiera ze stanowiska szefa dyplomacji, 7 września Dimitris Drutsas został mianowany nowym ministrem spraw zagranicznych. Urząd pełnił do 17 czerwca 2011, kiedy w wyniku zmian w rządzie wywołanych protestami społecznymi z powodu złej sytuacji gospodarczej kraju, na stanowisku zastąpił go Stawros Lambrinidis.
Kilka dni po odwołaniu objął wakujący mandat posła do Parlamentu Europejskiego.
Dimitris Drutsas jest żonaty. Mówi w języku angielskim, niemieckim, francuskim i rosyjskim.